# 星をみてれば
「星をみてれば」（ほしをみてれば）は、cuneの1枚目のインディーズ・シングルである。

## 概要
- カップリング曲の「SAMURAI DRIVE」は、2002年にhitomiがカバーしオリコンTOP3入りを果たし、有名になった。その後エイベックスのコンピレーションアルバム「EXA IDOL COMPLEX ～Super-duper！～」にてアイドルグループ虹色幻想曲～プリズム・ファンタジアが更にアレンジ、カバーをおこなっている[1]。

## 収録曲
1. 星をみてれば　作詞・作曲:小林亮三、編曲:cune
2. SAMURAI DRIVE　作詞:小林亮三、作曲・編曲:cune
3. 太陽は虹色だった　作詞・作曲:小林亮三、編曲:cune

## 収録アルバム
- GREAT SPLASH (#2、cosmic version)
- BEST 1999-2004 (#2、新録)
- B-side collection (#2、cosmic versionとlive version)